# Sleman (ort i Indonesien)
Sleman är en ort i Indonesien.   Den ligger i provinsen Yogyakarta, i den västra delen av landet, 400 km öster om huvudstaden Jakarta. Sleman ligger 210 meter över havet och antalet invånare är 56 215.
Terrängen runt Sleman är platt åt sydväst, men åt nordost är den kuperad. Runt Sleman är det mycket tätbefolkat, med 2 915 invånare per kvadratkilometer. Närmaste större samhälle är Yogyakarta, 7,5 km söder om Sleman. Omgivningarna runt Sleman är en mosaik av jordbruksmark och naturlig växtlighet.